# Money in the Pocket (Cannonball Adderley)
Money in the Pocket è il 22° album live di Julian Cannonball Adderley, pubblicato dalla Capitol Records nel 2005.

## Tracce
1. Money in the Pocket – 10:14 (Joe Zawinul)
2. Stardust – 9:05 (Hoagy Carmichael, Mitchell Parish)
3. Introducing to a Samba – 7:13 (Julian Cannonball Adderley)
4. Hear Me Talkin' to Ya – 7:18 (Julian Cannonball Adderley, Nat Adderley)
5. Requiem for a Jazz Musician – 10:24 (Joe Zawinul)
6. Cannon's Theme (aka "Unit 7") – 2:16 (Sam Jones)
7. The Sticks – 3:43 (Julian Cannonball Adderley)
8. Fiddler on the Roof – 10:22 (Jerry Bock, Sheldon Harnick)

## Musicisti
- Julian Cannonball Adderley - sassofono alto
- Nat Adderley - cornetta
- Joe Zawinul - pianoforte
- Herbie Lewis - contrabbasso
- Roy McCurdy - batteria